# Stosunki Kanady z Unią Europejską
Początki relacji Unii Europejskiej z Kanadą sięgają lat 70. XX w. W 1972 r. zapoczątkowano wzajemne konsultacje ws. stosunków bi- i multilateralnych, które odbywają się dwa razy rocznie. Rok później Parlament Europejski wraz z Kanadyjską Izbą Gmin zapoczątkowały coroczne spotkania parlamentarzystów, a Kanada akredytowała specjalnego ambasadora przy Wspólnocie. 6 lipca 1976 r. zawarto ramowy układ o handlu i współpracy gospodarczej, który ustalił sposoby kontaktów między komisarzem wspólnoty ds. stosunków zewnętrznych i kanadyjskim ministrem handlu międzynarodowego. Nad szczegółami dzisiejszych relacji w poszczególnych kwestiach gospodarczych pracują różne podkomitety i grupy robocze, zajmujące się m.in.: telekomunikacją, inwestycjami, ochroną środowiska czy handlem drewnem, papierem, minerałami, metalami i technologiami informatycznymi.
22 listopada 1990 r. odbył się szczyt WE-Kanada, na którym zawarto Deklarację transatlantycką, która ustaliła zasady wzajemnych relacji i zinstytucjonalizowała spotkania pomiędzy premierem Kanady a przewodniczącym Komisji Europejskiej i Rady Ministrów WE. Miesiąc później, 17 grudnia 1996 r. w Ottawie podpisano Wspólną deklarację polityczną, w której obie strony sprzeciwiły się amerykańskiemu embargu wobec Kuby. Dołączono do niej Plan działania, zawierający dokładny zarys dwustronnej współpracy. Składał się on z czterech części, które dotyczyły:
- rozwoju stosunków gospodarczych i handlowych
- polityki zagranicznej i bezpieczeństwa
- migracjom i azylom, ekologią, walki z terroryzmem, przestępczością zorganizowaną i handlem narkotykami
- spraw społecznych, edukacyjnych, kulturalnych i naukowych

W dalszym polepszaniu wzajemnych stosunków pomogło porozumienie na spotkaniu ministrów w Helsinkach 2 września 1999 r., na którym rozwiązano istniejący od dawna problem sporu o rybołówstwo. Wkrótce potem współpraca UE i Kanady przyczyniła się do wypracowania konwencji o zakazie użycia, składowania, produkcji i przekazywania min przeciwpiechotnych oraz o ich zniszczeniu, a 16 grudnia tego samego roku na szczycie w Ottawie wydano wspólne oświadczenie powołujące grupę roboczą w tej sprawie.
26 czerwca 2000 r. odbył się następny szczyt UE-Kanada, który dotyczył spraw humanitarnych aspektów bezpieczeństwa w kontekście budowania pokoju i zapobiegania konfliktom. Zajęto się na nim także sprawami handlowymi, czego rezultatem było m.in. wspólne oświadczenie o konieczności liberalizacji handlu i budowaniu wzrostu gospodarczego w oparciu o WTO. Przyjęto również raport nt. handlu elektroniką i plan działania na lata 2000–2001, dotyczący ochrony konsumenta.
19 grudnia 2000 r. w Ottawie odbył się kolejny szczyt UE-Kanada, którego rezultatem były trzy oświadczenia dotyczące:
- rozwoju współpracy w celu pomocy biednym państwom w walce z ubóstwem
- współpracy w zakresie wymiaru sprawiedliwości i spraw wewnętrznych
- nawigacji satelitarnej

W trakcie wdrażania Europejskiej Polityki Bezpieczeństwa i Obrony, Kanada poparła działania Unii w zakresie wspólnej obronności i wyraziła gotowość do brania udziału w misjach zarządzania kryzysowego, przygotowywanych przez UE. Obie strony zgodziły się cztery razy w roku organizować spotkania na szczeblu eksperckim, dotyczące bezpieczeństwa i obrony, które miały się odbywać w czasie kryzysów. Potwierdzono również wiodącą rolę NATO w zakresie wspólnej obrony i zapowiedziano zwiększanie stosunków między nim i UE w jego ramach.
Katalizatorem następnych działań w zakresie obrony, także tej wewnętrznej, stały się ataki na USA z 11 września 2001 r. Podczas spotkania w Ottawie 18 grudnia 2001 r. wspólnie je potępiono i wyrażono gotowość do aktywnej walki z terroryzmem. 8 maja 2002 r. na szczycie w Toledo oświadczono, że UE i Kanada będą współpracować, by odciąć źródła finansowania organizacji terrorystycznych i międzynarodowych grup przestępczych. Ponadto UE włączyła Kanadę do organizacji operacji reagowania kryzysowego i zaprosiła ją do udziału w misji w Bośni i Hercegowinie, do której Kanada przystąpiła na początku 2003 r.
18 marca 2004 r. na szczycie w Ottawie UE i Kanada uzgodniły nowy kształt stosunków. Jedną z ich zasad było wzmocnienie współpracy w polityce zagranicznej i bezpieczeństwa, opierając się na wspólnie podzielanym przywiązaniu do skutecznych instytucji wielostronnych i efektywnego globalnego zarządzania, co stanowiło potępienie samodzielności USA w stanowieniu porządku międzynarodowego. Wówczas ustalono także pięć zasad, określających cele wzajemnych działań:
- wzmacnianie bezpieczeństwa międzynarodowego opartego na działaniach wielostronnych
- podnoszenie ogólnego wzrostu gospodarczego na świecie
- wzmacnianie współpracy sądowniczej i dotyczącej spraw wewnętrznych
- podejmowanie wyzwań globalnych i regionalnych
- pogłębianie więzi łączących narody UE i Kanady

Szczegóły ww. programu ustalono na szczycie pod wodospadem Niagara 19 czerwca 2005 r. W następnych miesiącach UE i Kanada zawarły kilka kolejnych umów, m.in. dotyczącej przekazywania danych osobowych pasażerów samolotów latających między regionami, udziału Kanady w unijnych misjach reagowania kryzysowego czy umowę Europolu z kanadyjskim rządem o współpracy operacyjnej.
W 2006 r. Kanada odwołała szczyt z UE, który miał się odbyć w Tampere 27 listopada, gdyż wybuchł drobny spór o Protokół z Kioto, którego Kanada nie chciała przestrzegać, mimo ratyfikacji.